# Rebutia pulvinosa
Rebutia pulvinosa ist eine Pflanzenart in der Gattung Rebutia aus der Familie der Kakteengewächse (Cactaceae). Das Artepitheton pulvinosa leitet sich von den lateinischen Worten pulvinus für ‚Kissen‘ sowie -osus für ‚voll von‘ ab und verweist auf die polsterbildende Wuchsform der Art.

## Beschreibung
Rebutia pulvinosa wächst meist sprossend mit kugelförmigen, hell grünen Körpern und bildet Gruppen. Die Körper erreichen Durchmesser von 3 Zentimetern und haben Faserwurzeln. Die etwa 12 Rippen sind deutlich in Höcker gegliedert. Die darauf befindlichen Areolen sind kreisrund. Es sind bis zu bräunliche sechs Mitteldornen vorhanden, die etwas kräftiger als die Randdornen und bis zu 2 Millimeter lang sind. Die 11 bis 22 weißen Randdornen sind bis zu 3 Millimeter lang.
Die orangegelben Blüten werden bis zu 2 Zentimeter lang und erreichen Durchmesser von 1,5 Zentimetern. Die Früchte sind grünlich rot.

## Verbreitung, Systematik und Gefährdung
Rebutia pulvinosa ist in Bolivien im Departamento Tarija in Höhenlagen von 1400 Metern verbreitet.
Die Erstbeschreibung wurde 1963 von Friedrich Ritter und Albert Frederik Hendrik Buining veröffentlicht. Ein nomenklatorisches Synonym ist Aylostera pulvinosa (F.Ritter & Buining) Backeb.
In der Roten Liste gefährdeter Arten der IUCN wird die Art als „Data Deficient (DD)“, d. h. mit keinen ausreichenden Daten geführt.

## Nachweise